# Panfiliídeos
Panfiliídeos (Pamphiliidae) é uma pequena família de "vespas-serras" da ordem de insetos Hymenoptera. Tratam-se de vespas cujas larvas alimentam-se de plantas, agrupadas como vespas basais, informalmente na subordem "Symphyta". Em suma, são vespas relativamente grandes e escuras, e com a cabeça bem destacada do corpo, cujas larvas alimentam-se de plantas (tanto herbáceas, como coníferas), e enrolam com seda as folhas que estão atacando, rendendo-lhes o nome informal de lagartas-enroladeiras ou lagartas-tecedeiras.  São encontradas apenas no hemisfério norte, em florestas temperadas da Europa e da América do Norte, de forma que não há nenhuma espécie no Brasil ou arredores. 
Morfologicamente, são grandes, medindo de 7 a 15mm, e apresentam o corpo um tanto achatado. Variam em cores do pardo até o laranja, por vezes sendo totalmente pretas. As antenas são longas e finas, com 20-30 segmentos. A cabeça é grande e se destaca bastante do corpo, apresentando como peculiaridade das partes bucais o clípeo girado para baixo e parcialmente fusionado com a gena. O primeiro segmento do tórax (pronoto) é quase reto visto lateralmente. Tibias anteriores com dois espinhos apicais.
Algumas espécies nidificam juntas (=hábitos gregários) e produzem larvas que se desenvolvem agrupadas, construindo teias de seda que ligam partes da planta formando uma rede. Muitas destas larvas enrolam as folhas com seda, semelhante às lagartas enroladeiras.
Fósseis de vespas deta família são conhecidos desde o período Jurássico.
Incluem cerca de 300 espécies atualmente, distribuídas por duas subfamílias e sete gêneros; alguns autores consideram três subfamílias, conforme abaixo.

## Taxonomia
A lista abaixo apresenta tanto gêneros viventes como extintos.
- Cephalciinae Benson, 1945
  - Acantholyda Costa, 1894
  - Caenolyda Konow, 1897
  - Cephalcia Panzer, 1805
  - Chinolyda Beneš, 1968
- Juralydinae
  - †Atocus Scudder, 1892
  - †Juralyda Rasnitsyn, 1977
  - Neurotoma Konow, 1897
  - †Scabolyda Wang et al, 2014
  - †Tapholyda Rasnitsyn, 1983
- Pamphiliinae Cameron, 1890
  - Chrysolyda Shinohara, 2002
  - Kelidoptera Konow, 1897
  - Onycholyda Takeuchi, 1938
  - Pamphilius Latreille, 1802
  - Pseudocephaleia Zirngiebl, 1937
- Incertae sedis
  - †Ulteramus Archibald & Rasnitsyn, 2015